# Xoana Iacoi
Xoana Soledad Iacoi (Gerli, Provincia de Buenos Aires, 3 de junio de 1992) es una jugadora argentina de balonmano que se desempeña de lateral derecho tanto para CI.DE.CO como para la Selección femenina de Argentina.
Jugó el Mundial de Dinamarca 2015 y los Juegos Olímpicos de 2016.

## Palmarés internacional
- Panamericano de Clubes Femenino 2015

## Palmarés Nacional
Títulos
- Campeón Nacional de Clubes, 2013.[5]

- Campeón  Super 4, 2012; 2013; 2017.[6]

- Campeón Metropolitano Clausura 2013.
- Campeón Metropolitano Clausura 2014.
- Campeón Metropolitano Clausura 2016.
- Campeón Metropolitano Apertura 2017.
- Campeón Metropolitano Clausura 2017.[7]

- Subcampeón Metropolitano, 2013; 2015.
- Subcampeón  Super 4, 2012; 2016.
- Subcampeón Nacional de Clubes 2017.[8]
- Tercer puesto Metropolitano Clausura, 2012.